# Lilli Hornig

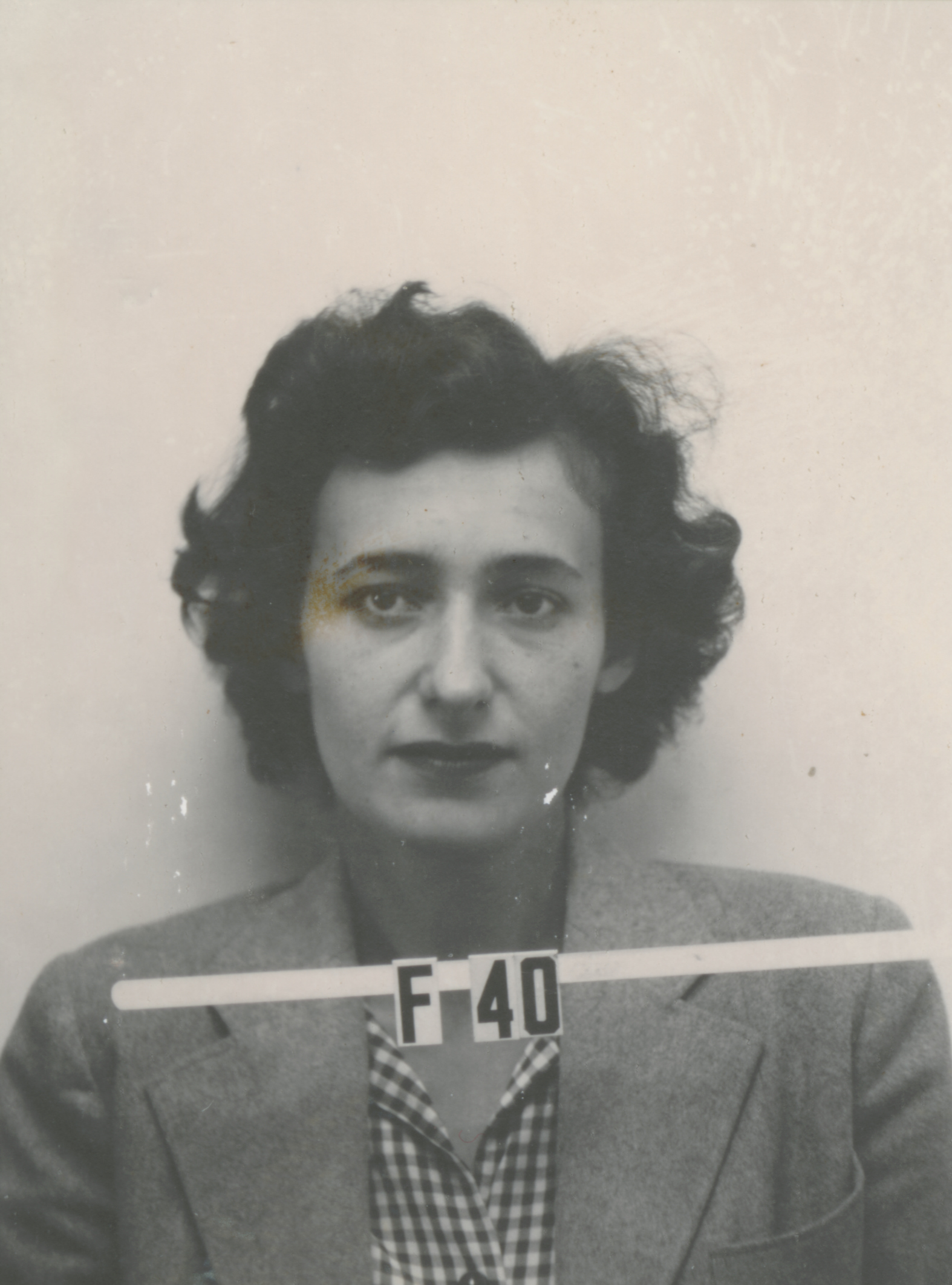
Lilli S. Hornig Los Alamos-Abzeichenfoto

Lilli Schwenk Hornig, geb. Schwenk (* 22. März 1921 in Aussig, Tschechoslowakei, als Lilli Schwenk; † 17. November 2017 in Providence, USA) war eine tschechisch-amerikanische Chemikerin und Hochschullehrerin. Sie forschte als Chemikerin in Los Alamos während des Manhattan-Projekts.

## Leben und Werk

### Kindheit und Jugend
Hornig war die Tochter des aus Prag stammenden Chemikers Erwin Schwenk und der aus Litauen stammenden Kinderärztin Rascha Schwenk. Ihre Eltern hatten in Wien geheiratet und lebten danach in Berlin, ehe sie 1916 nach Aussig in die Tschechoslowakei zogen, wo später Lilli Hornig geboren wurde. Ihr Vater forschte dort zu Farbstoffen beim örtlichen Österreichischen Verein für chemische und metallurgische Produktion und unterrichtete an der örtlichen Berufsschule. Hornig besuchte dort eine deutsche öffentliche Schule. 1929 zog die Familie nach Berlin. Ihr Vater arbeitete dort für das Pharmaunternehmen Schering-Kahlbaum und synthetisierte in dessen Diensten 1932 als einer der ersten weltweit das weibliche Sexualhormon Östrogen. Nach der Machtübernahme der Nationalsozialisten schickte das Pharmaunternehmen die Familie zu einer Niederlassung in New York City, wo ihr Vater mit der Einrichtung eines Forschungslabors beauftragt wurde.
Hornig zog mit ihrer Familie nach Montclair in New Jersey, wo sie ihre Schulbildung abschloss. Anschließend studierte sie Chemie am Bryn Mawr College und erhielt dort 1942 einen Bachelor of Arts-Abschluss. Danach erwarb sie 1943 den Master of Arts an der Harvard University. Dort lernte sie den Chemiker Donald Hornig kennen, den sie 1943 heiratete und mit dem sie vier Kinder bekam.

### Manhattan-Projekt
Im Mai 1944 zog sie mit ihrem Mann, der von George Bogdan Kistiakowsky persönlich gebeten wurde, an einem Wissenschaftsprojekt der Regierung zu arbeiten, nach Los Alamos. Sie arbeitete zuerst als einzige von zwei Frauen in der Plutoniumforschung. Sie wurde dann aufgrund des Risikos einer durch Strahlung verursachten Unfruchtbarkeit in die Sprengstoffabteilung versetzt, wo sie eine Methode entwickelte, Plutonium mit einem chemischen Sprengstoff zu komprimieren. Sie war damit an der Entwicklung des explosiven Mantels der Bombe beteiligt. Bis zu dem abschließenden Test der Atombombe am 16. Juli 1945 war sie dort beschäftigt und war Augenzeugin des historischen Trinity-Tests.
Ebenso wie der Physiker Leó Szilárd, der wie Hornig 1933 aus Berlin geflohen war, riet sie von dem Einsatz der Bombe ab. Szilárd verfasste einen Tag nach dem Test eine Petition, die von ihr und weiteren 69 Wissenschaftlern unterzeichnet wurde. Wie auch zwei weitere Petitionen bekam US-Präsident Truman angeblich jedoch keine der Petitionen zu sehen. Bis 1961 wurden die Petitionen geheim gehalten.
Nach der Kapitulation Japans arbeitete sie noch ein Jahr lang für das Manhattan-Projekt, allerdings bestand ihr Dienst nicht in wissenschaftlicher Arbeit, sondern in der Organisation und Übergabe von Dokumenten.

### Späterer Werdegang
Im Herbst 1946 kehrten sie und ihr Mann als akademische Mitarbeiter in das zivile Leben zurück. 1950 promovierte sie an der Harvard University, lehrte an der Brown University, war Gast offizieller Veranstaltungen, darunter Staatsessen im Weißen Haus und lebte mit ihrer Familie in Washington D. C. Sie wurde Vorsitzende des Fachbereichs Chemie am Trinity College in Connecticut und Präsident Lyndon B. Johnson beauftragte sie als Mitglied einer Mission in der Republik Korea mit der Gründung des Korea Institute of Science and Technology.
Neben ihrer akademischen Karriere wurde sie führende Vertreterin einer Reihe von Gremien, die sich mit der Beseitigung von Diskriminierung in Beschäftigung und Bildung, insbesondere von Frauen in der Wissenschaft, befassten, unter anderem als erste Direktorin des Ausschusses für die Bildung und Beschäftigung von Frauen in Wissenschaft und Technik der National Academy of Science. Sie war auch Gründungsdirektorin von Higher Education Resource Services (HERS), einer gemeinnützigen Organisation, die sich zum Ziel gesetzt hat, die Beteiligung von Frauen an der Hochschulbildung zu fördern.
Hornig starb 2017 im Alter von 96 Jahren in Providence, Rhode Island.

## Populärkultur
In dem Film Oppenheimer aus dem Jahr 2023 unter der Regie von Christopher Nolan wurde Hornig von der Schauspielerin Olivia Thirlby dargestellt.